# Shizue Miyabe
Shizue Miyabe (宮部シズエ?, Miyabe Shizue; Nara, 3 agosto 1938) è un'ex nuotatrice giapponese, che ha partecipato alle Olimpiadi di Helsinki 1952 e di Roma 1960.

## Carriera
Ai II Giochi asiatici, ha vinto 1 oro nella Staffetta 4x100m sl ed 1 bronzo nei 100m sl.
Ai III Giochi asiatici, ha vinto 1 oro nei 100m farfalla.